# Templewo
Templewo (niem. Tempel) – wieś w Polsce, położona w województwie lubuskim, w powiecie międzyrzeckim, w gminie Bledzew.
W latach 1975–1998 wieś administracyjnie należała do województwa gorzowskiego.

## Nazwa
Nazwa miejscowości po raz pierwszy zanotowana została w 1251 jako Templov. W języku niemieckim występowała w formie Tempel. Nazwa pochodzi od zakonu templariuszy, do którego wieś należała.
Po raz pierwszy wymieniana w dokumencie z 1251 jako Templov, 1293 Templevo, 1303 Templewald, 1412 Templaw, 1435 Ampul, 1445 Templow, Timplow, 1497 Temploff, 1502 Tempil, 1508 Thamplewo, 1509 Tamplevo, 1510 Templewo, 1514 Templeuo, 1520 Templowo, 1520 Themplew, Themplewo, 1527 Templou .

## Integralne części wsi
| SIMC    | Nazwa | Rodzaj     |
| ------- | ----- | ---------- |
| 0178643 | Kryl  | przysiółek |

## Historia
Miejscowość historycznie leżała w Wielkopolsce i była wsią duchowną, czyli należącą do kleru. Początkowo należała do zakonu templariuszy, a później joannitów. Na kartach historii pojawia się w 1251, kiedy książę wielkopolski Władysław Odonic uposażył majętnościami ziemskimi katolicki zakon rycerski templariuszy. W tym samym roku biskup poznański Boguchwał II ułożył się z zakonem o pobór dziesięciny z włości należących do diecezji. Dokument wyłuszcza daniny i ciężary mieszkańców Templewa wobec zamku w Międzyrzeczu   .
Kolejny dokument z 1293 wystawiony przez księcia wielkopolskiego Przemysła II potwierdził nadanie tej włości na rzecz klasztoru zemskiego w Bledzewie i nazywa wieś cruciferorum, czyli wsią krzyżacką lub krzyżową – od wizerunku czerwonego, zakonnego krzyża templariuszy.
Po kasacie zakonu w 1307 roku majętności templariuszy w Wielkopolsce przejęli joannici. Wieś stanowiła od tego momentu własność komandorii tego zakonu w Łagowie . W 1303 dokument wystawiony przez biskupa poznańskiego Andrzeja Zarembę ogłosił, że zwalnia on od płacenia dziesięciny na lat 16 wszystkich, którzy będą osadzać na prawie niemieckim.
Miejscowość zanotowały spisane w języku łacińskim historyczne dokumenty podatkowe. W 1412 miejscowość odnotowana została jako siedziba własnej parafii. W 1508 miejscowość należała do powiatu poznańskiego Korony Królestwa Polskiego, a w 1510 należała do dekanatu Międzyrzecz. W 1497 król polski Jan Olbracht nadał Janowi Polakowi z Karnkowa staroście głogowskiemu prawo do dóbr komandora joannitów z Łagowa leżącego koło Świebodzina, na Dolnym Śląsku we wsiach Templewo, Zarzyń, Wielowieś i Boryszyn, ponieważ komandor nie dopełnił obowiązku uczestnictwa w pospolitym ruszeniu. W 1520 komandor łagowski pozwany został o niezapłacenie podatków królewskich ze wsi Wielowieś, Boryszyn, Zarzyń i Templewo oraz niedopuszczenie do ich egzekucji. W 1577 wieś komandorska należała do zamku w Międzyrzeczu. W 1580 miał miejsce pobór ze wsi wobec zamku międzyrzeckiego oraz komandorów z Łagowa od 12,5 łana, od 11 zagrodników po 6 groszy, od 5 zagrodników po 4 grosze, 6 komorników, rzemieślnika, trzech pasterzy wypasających 100 owiec. Inwentarz dochodów biskupstwa z roku 1564 wymienia Templewo quotannis solvere solebat per 20 ungaricales, facit flor. 34 gr. 20. W okresie Rzeczypospolitej Obojga Narodów wieś położona była w 1580 roku w powiecie poznańskim województwa poznańskiego i była wówczas wsią królewską. W miejscowości znajdował się kościół parafialny .
Templewo po kasacie zakonu templariuszy przeszło w pierwszej połowie XIV wieku w ręce joannitów. W XVII-XVIII wieku należące do joannitów wsie Templewo, Boryszyn, Wielowieś i Zarzyń odpadły od Polski na rzecz Dolnego Śląska .
We wsi jest market Dino i 1 sklep lokalny, a także remiza OSP i biblioteka.

### Obiekt 3003

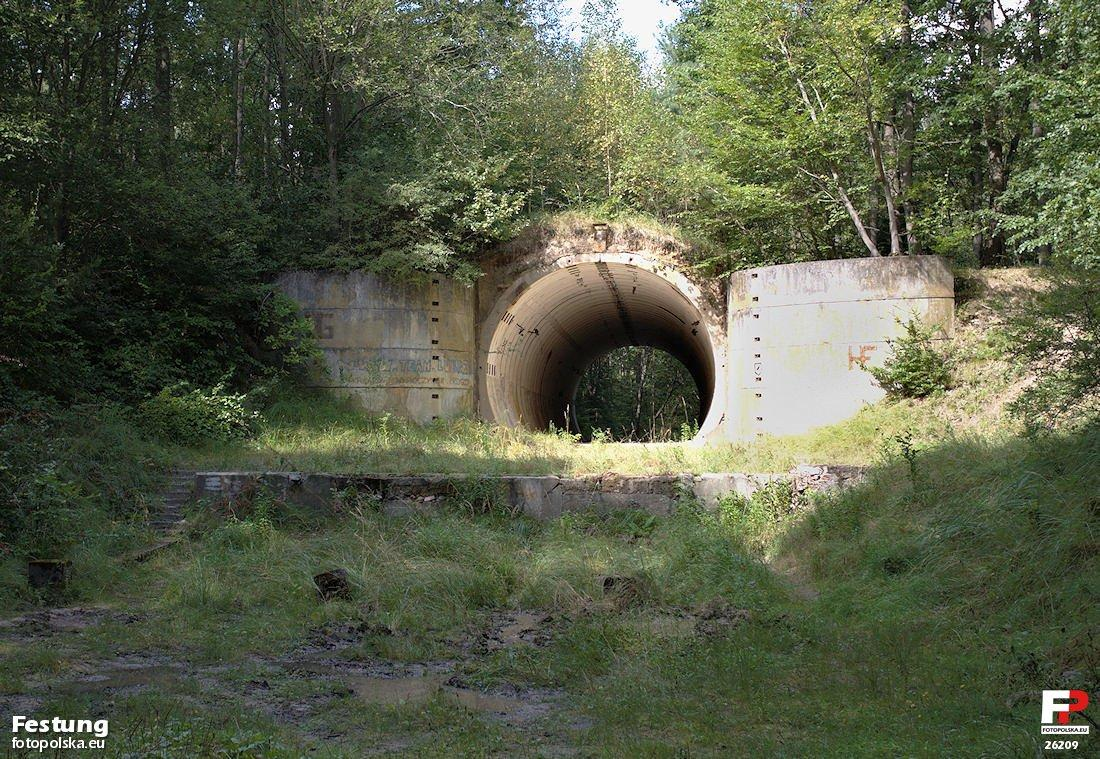
Radziecki magazyn bojowych ładunków jądrowych – Obiekt 3003

W czasach PRL-u na mocy tajnej umowy pomiędzy rządami PRL i ZSRR w ramach operacji „Wisła”, w pobliżu wsi powstał jeden z trzech magazynów radzieckiej broni jądrowej na terenie Polski, z przeznaczeniem do przekazania Ludowemu Wojsku Polskiemu do użycia w przypadku wojny (skład specjalny 3003; pozostałe znajdowały się w Podborsku – skład specjalny 3001 oraz w Brzeźnicy-Kolonii koło Jastrowia – skład specjalny 3002). Zbudowany został przez polskie jednostki inżynieryjne i stanowił własność Polski. Został przekazany w użytkowanie jednostkom Armii Radzieckiej. Ochraniany był przez radzieckie jednostki Specnazu. Po wycofaniu jednostek Armii Radzieckiej obiekt pozostawał w rękach wojskowych, następnie opuszczony i przekazany nadleśnictwu. W 2011 został rozebrany magazyn typu „Granit”, parę lat wcześniej wyburzono część koszarową. Obecnie zostały jedynie dwa podziemne magazyny.

## Zabytki
Do wojewódzkiego rejestru zabytków wpisane są:
- kościół parafialny pod wezwaniem Chrystusa Króla, klasycystyczny z 1714 roku, 1877 roku, 1960 roku
  - cmentarz przykościelny

inne zabytki:
- dwór z XIX wieku.